# SV-Druckzentrum
Das SV-Druckzentrum ist die Druckerei des Süddeutschen Verlags. Dort werden neben der Süddeutschen Zeitung mit ihren verschiedenen Ausgaben (Fernausgabe für Deutschland und Ausland, Bayernausgabe, Stadtausgabe München) auch Teilauflagen anderer Zeitungen wie z. B. der Welt und der Bild sowie lokale Anzeigenblätter gedruckt.

## Lage
Das Druckzentrum liegt im Münchener Stadtteil Steinhausen im Stadtbezirk 13 Bogenhausen im Gewerbegebiet zwischen der Bundesautobahn 94 und dem Gleiskörper der Bahnstrecke München–Simbach. Das Gelände liegt an der Zamdorfer Straße und erstreckt sich nach Osten bis zur Hultschiner Straße, auf deren anderer Straßenseite bereits im Stadtteil Zamdorf das 2006–2008 erbaute Verwaltungshochhaus des Verlags steht.

## Geschichte
Als der Süddeutsche Verlag seinen Druckbetrieb vom Buchdruck auf den Offsetdruck umstellen wollte, musste ein neuer Standort für die Druckerei gesucht werden, da das neue Verfahren größere Maschinen benötigte und am bisherigen Standort in der Sendlinger Straße in der Münchener Altstadt nicht genügend Platz vorhanden war. 
1981 erwarb der Süddeutsche Verlag von der Stadt ein Gelände in Steinhausen. Es lag nahe einer Autobahnauffahrt, verfügte über einen Gleisanschluss für den Antransport der schweren Papierrollen und war für die Mitarbeiter gut über öffentliche Verkehrsmittel zu erreichen. Das auf diesem Gelände gelegene Gollwitzer Freibad wurde 1983 geschlossen.
Auf dem neu erworbenen Gelände wurde 1985 ein modernes Druckzentrum nach Plänen der Architekten Peter C. von Seidlein, Horst Fischer, Claus Winkler und Edwin Effinger errichtet, die dafür mehrere Auszeichnungen erhielten, u. a. den Deutschen Architekturpreis 1985.

## Beschreibung
Das Druckereigebäude nimmt eine Fläche von etwa 200 × 80 m ein. Kernstück ist die 18 m hohe Druckhalle, in der die Rotationsdruckmaschinen stehen. Sie hat eine Grundfläche von 185 × 20 m. 
Die Fassade enthält große Glasflächen, die viel Licht hereinlassen und einen Ausblick ins Grüne öffnen.
Die digital erstellten Zeitungsseiten werden ohne eine Zwischenbelichtung auf Film direkt auf die Druckplatten belichtet (Computer-to-Plate-Verfahren). Dadurch werden Reprofilme und -chemikalien eingespart. Druckfarbenreste werden vor Ort recycelt.
Jährlich werden hier etwa 650.000 Druckplatten hergestellt, wobei mit einer Platte bis zu 200.000 Zeitungen gedruckt werden können. Pro Jahr werden zirka 50.000 Tonnen Papier bedruckt.